# Sirdibas
Sirdibas (nep. सिर्दिबास) – gaun wikas samiti w zachodniej części Nepalu w strefie Gandaki w dystrykcie Gorkha. Według nepalskiego spisu powszechnego z 2001 roku liczył on 823 gospodarstw domowych i 3997 mieszkańców (2094 kobiet i 1903 mężczyzn).